# Мьюз (градостроительство)

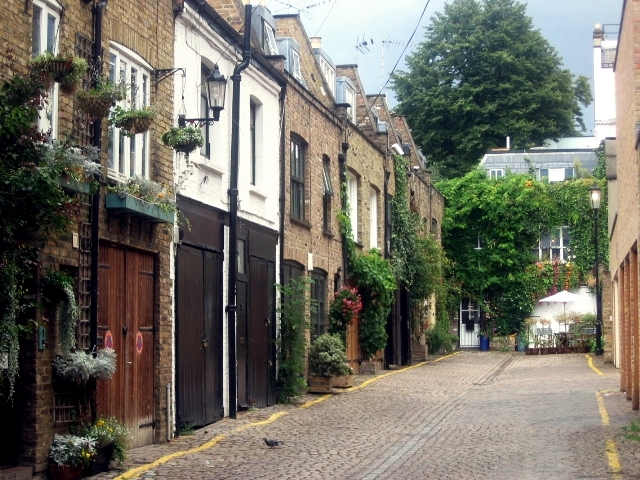
Мьюз в лондонском районе Ноттинг-Хилл

Мьюз (от англ. mews конюшни) — ряд малоэтажных домов с гаражами (мьюзхаузов), расположенных вдоль одной или двух сторон переулка или проезда, обладающий большой плотностью застройки при сохранении образа жизни «деревня в городе».
Слово «мьюз» исторически обозначало «соколятню» — место содержания ловчих птиц. Мьюзы зародились в крупных городах Великобритании в XVIII веке как общественные конюшенные проезды за городскими особняками представителей высших классов общества в результате централизованного архитектурного планирования городских кварталов. Первоначально мьюз представлял собой комбинацию конюшни и каретного сарая с помещением для проживания конюхов и кучеров на верхнем этаже.
В наше время отдельный блок мьюза может содержать 1—2 гаража, которые могут быть использованы как помещения свободного назначения, входную группу на первом этаже и жилые помещения на втором и третьем (при его наличии) этажах. Размеры помещений могут варьировать от студии над единичным гаражным боксом до полноценного дома над двойным. Общественные зоны (гостиные, столовые и т. п.) часто размещают на последнем этаже ради лучшей инсоляции и видов на окрестные пейзажи.
Мьюз является одним из основных направлений современного британского домостроения, поскольку это наиболее компактная форма городского строительства индивидуальных жилых домов. На одном гектаре по современным британским градостроительным стандартам помещается от 20 до 50 домов. При строительстве мьюзов в России необходимость соблюдать российские архитектурно-строительные нормативы (в частности, улучшение теплоизоляции) приводит к утолщению стен.